# Carlos Caszely
Carlos Humberto Caszely Garrido (* 5. Juli 1950 in Santiago de Chile) ist ein ehemaliger chilenischer Fußballspieler.

## Spielerkarriere

### Vereinskarriere
Der nur 1,67 m große, bullige Mittelstürmer Carlos Caszely spielte ab 1967 für den chilenischen Hauptstadtclub Colo Colo, mit dem er 1970 und 1972 chilenischer Fußballmeister wurde. 1973 wurde Caszely Torschützenkönig der Copa Libertadores.
Er ging nach Spanien und spielte dort 1973/74 bei Levante UD, danach bei Espanyol Barcelona. Im Juli 1978 kehrte er zu Colo Colo zurück. 1979, 1980 und 1981 wurde er Torschützenkönig der chilenischen Liga, 1979, 1981 und 1983 chilenischer Meister, und 1981, 1982 und 1985 chilenischer Pokalsieger. Am 12. Oktober 1985 zog er den Schlussstrich unter seine Zeit bei Colo Colo.
Im Mai 1985 zog es ihn zwischenzeitlich nach New York, wo er in der Endphase des seinerzeitigen Glamourclubs New York Cosmos an den zwei letzten Spielen der Vereinsgeschichte teilnahm. Im Juni erzielte er beim 2:0-Sieg gegen den portugiesischen Vizemeister Sporting Lissabon ein Tor.
1986 trat er noch einmal in acht Partien für den ecuadorianischen Spitzenverein Barcelona SC aus Guayaquil an und erzielte dabei noch vier Tore.

### Nationalmannschaft
Im Jahre 1969 wurde Caszely zum ersten Mal in die chilenischen Nationalmannschaft berufen. Unter anderem lief er am 27. November 1973 im Nationalstadion von Santiago de Chile zum entscheidenden Relegationsspiel auf, zu dem die sowjetische Mannschaft allerdings aus Protest nicht angetreten war. Nachdem die Chilenen das erste Tor erzielt hatten, wurde das Spiel abgebrochen und später mit 2:0 für Chile gewertet.
Bei der WM 1974 spielte Chile im ersten Spiel gegen Deutschland. Deutschland tat sich schwer, führte aber durch einen Fernschuss von Paul Breitner. In der zweiten Halbzeit wurde Caszely nach einem Revanchefoul an Berti Vogts vom türkischen Schiedsrichter Doğan Babacan vom Platz gestellt. Es war die erste rote Karte in der Geschichte der Fußball-Weltmeisterschaften. Die FIFA hatte die gelben und roten Karten erst bei der Fußball-Weltmeisterschaft 1970 eingeführt. Chile verlor das Spiel mit 0:1 und Caszely wurde für das Spiel gegen die DDR (1:1) gesperrt. Im letzten Spiel der 1. Finalrunde gegen Australien (0:0) wurde er über die komplette Distanz eingesetzt. Chile schied danach aus.
Bei der Fußball-Weltmeisterschaft 1982 in Spanien spielte er wieder in einer Gruppe mit Deutschland. Diesmal verlor Chile mit 1:4 und musste nach weiteren Niederlagen gegen Österreich und Algerien erneut nach der Vorrunde nach Hause fahren. Caszely hatte dabei eine besonders unglückliche Szene, als er gegen Österreich einen Elfmeter neben das Tor setzte. Insgesamt wurde Caszely bis 1985 in 49 Länderspielen eingesetzt, in denen er die damalige Rekordzahl von 29 Tore erzielte, was erst 1998 durch Marcelo Salas übertroffen wurde.

## Diverses
Caszely war Anfang der 1970er Jahre ein Befürworter der linksgerichteten Regierung von Salvador Allende. Nach dem Militärputsch durch General Augusto Pinochet waren Familienmitglieder zeitweise der Verfolgung ausgesetzt. Später engagierte er sich für die Präsidentin Michelle Bachelet. 2015 war er kurzfristig Sport-Attaché an der Botschaft in Madrid.
Bereits Anfang der 1980er Jahre unternahm er einen kurzen Ausflug in die Musik. Später wirkte er auch in Filmen mit.

## Dokumentation
Éric Cantona war Moderator einer Filmdokumentation, die 2012 mit dem Namen Rebellen am Ball bei Arte ausgestrahlt wurde, und die unter anderem das Schicksal Caszelys und seiner Regimekritik während der Diktatur beleuchtete.

## Erfolge

### Club
- Chilenischer Meister: 1970, 1972, 1979, 1981, 1983 (mit CSD Colo-Colo)
- Chilenischer Pokalsieger: 1981, 1983, 1985

### Individuelle
- Chilenischer Torschützenkönig: 1979, 1980, 1981
- 1973 Copa Libertadores: Torschützenkönig
- Bester Spieler der Copa América 1979[6]
- 2009 Preis des Verbandes CONMEBOL[7][8][9]